# Meth (album)
Pour les articles homonymes, voir Méthamphétamine.
Albums de Z-Ro
Heroin
(2010) Angel Dust
(2012)
Meth est le quatorzième album studio de Z-Ro, sorti le 20 septembre 2011.
L'album s'est classé 10e au Top Rap Albums, 12e Top R&B/Hip-Hop Albums, 14e au Top Independent Albums et 90e au Billboard 200. 

## Liste des titres
| No  | Titre                                  | Contient un (des) sample(s) de                                                                                             | Durée |
| --- | -------------------------------------- | --- | ----- |
| 1.  | Real or Fake                           | | 3:58  |
| 2.  | Ro & Bun (featuring Bun B)             | | 4:10  |
| 3.  | Never Had Love                         | Blind Man Can See It de James Brown Mo Money Mo Problems de The Notorious B.I.G. featuring Puff Daddy, Mase et Kelly Price | 4:03  |
| 4.  | H-Town Kinda Day (featuring Slim Thug) | | 4:17  |
| 5.  | A Southern Girl (featuring Yo Gotti)   | | 3:36  |
| 6.  | Pig Feet (featuring Dallas Blocker)    | | 4:05  |
| 7.  | 3 Way Relationship                     | Me and My Girlfriend de Makaveli                                                                                           | 4:22  |
| 8.  | Happy Alone                            | | 5:05  |
| 9.  | Murderer (featuring Just Brittany)     | | 3:10  |
| 10. | Razor Blade                            | | 4:01  |
| 11. | No Reason                              | | 3:47  |
| 12. | When We Ride                           | | 3:51  |
| 13. | One Mo Time (featuring Willie D)       | | 4:21  |
| 14. | That Mo                                | | 3:59  |